# 末那識
末那識（まなしき、巴: Manas-vijnana）とは、八識のうち七番目で阿頼耶識を所縁(＝対象)とする識（viññāṇa）であるという。また、眼、耳、鼻、舌、身、意という六つの識の背後で働く自我意識のこと。「manas」は玄奘の翻訳によって末那識あるいは第七識として漢字仏教圏に広まった。染汚意（ぜんまい、梵: kliṣṭa-manas クリシュタ・マナス）ともいう。
大乗仏教（瑜伽行唯識学派）によって唱えられる学説であり、末那識は常に第八識を縁じて、自我という錯覚を生じる。第六識（意識、mano-vijñāna）と区別する為に、manas マナスのまま音写して末那識という。
我法二執の根本である。八識はみな思量の作用があるが、末那識は特に恒（間断なく常に作用する）と審（明瞭に思惟する）との二義を兼ね有して他の七識に勝っているから末那（意）という。思量とは「恒審思量」といわれ、恒に睡眠中でも深層において働き続け、審(つまび)らかに根源的な心である阿頼耶識を対象として、それを自分であると考えて執着し続ける。この深層的な自我心を滅することによって、我々は初めて真の無我行を実践することができる。
第七識・末那識と相応するものは、我癡・我見・我慢・我愛の四煩悩、作意・触・受・想・思の五遍行別境の慧、大随惑の八（不信・懈怠・放逸・惛沈・掉挙・失念・不正知・散乱）であるとされる。